# Elite Xtreme Combat
Elite Xtreme Combat (EliteXC) – amerykańska organizacja MMA. Powstała 14 grudnia 2006 roku jako owoc współpracy pomiędzy Showtime Networks Inc. i ProElite Inc. Jej siedzibą było Los Angeles. Pierwsza gala odbyła się 10 lutego 2007 roku w DeSoto Civic Center w Southaven. 20 października 2008 roku organizacja zawiesiła swe funkcjonowanie po niespełna dwuletniej działalności z powodu kłopotów finansowych.

## Gale EliteXC
Poniżej znajduje się lista gal MMA zorganizowana przez EliteXC – w tym trzy we współpracy z innymi organizacjami (Dynamite! USA, Strikeforce: Shamrock vs Baroni i Strikeforce: Shamrock vs Le).
| Liczba | Gala                                     | Data                 | Miejsce                       | Miasto                    |
| ------ | ---------------------------------------- | -------------------- | ----------------------------- | ------------------------- |
| 22     | EliteXC: A Night of Champions (odwołana) | 8 listopada 2008     | Reno Events Center            | Reno, Nevada              |
| 21     | ShoXC 9                                  | 10 października 2008 | Horseshoe Casino              | Hammond, Indiana          |
| 20     | EliteXC: Heat                            | 4 października 2008  | BankAtlantic Centrum          | Sunrise, Florida          |
| 19     | ShoXC 8                                  | 26 września 2008     | Chumash Kasyno                | Santa Ynez, California    |
| 18     | ShoXC 7                                  | 15 sierpnia 2008     | Table Mountain Casino         | Friant, California        |
| 17     | EliteXC: Unfinished Business             | 26 lipca 2008        | Stockton Arena                | Stockton, California      |
| 16     | EliteXC: Return of the King              | 14 czerwca 2008      | Neal S. Blaisdell Arena       | Oahu, Hawaje              |
| 15     | EliteXC: Primetime                       | 31 maja 2008         | Prudential Center             | Newark, New Jersey        |
| 14     | ShoXC 6                                  | 5 kwietnia 2008      | Table Mountain Casino         | Friant, California        |
| 13     | Strikeforce: Shamrock vs Le              | 29 marca 2008        | HP Pavilion                   | San Jose, Kalifornia      |
| 12     | ShoXC 5                                  | 21 marca 2008        | Chumash Kasyno                | Santa Ynez, California    |
| 11     | EliteXC presents Cage Rage 25            | 8 marca 2008         | Wembley Arena                 | Londyn, Wielka Brytania   |
| 10     | EliteXC: Street Certified                | 16 lutego 2008       | BankUnited Centrum            | Miami, Florida            |
| 9      | ShoXC 4                                  | 25 stycznia 2008     | Trump Taj Mahal               | Atlantic City, New Jersey |
| 8      | EliteXC: Renegade                        | 10 listopada 2007    | American Bank Center          | Corpus Christi, Texas     |
| 7      | ShoXC 3                                  | 26 października 2007 | Chumash Kasyno                | Santa Ynez, California    |
| 6      | EliteXC: Uprising                        | 15 września 2007     | Neal S. Blaisdell Arena       | Oahu, Hawaje              |
| 5      | ShoXC 2                                  | 25 sierpnia 2007     | Vicksburg Convention Center   | Vicksburg, Mississippi    |
| 4      | ShoXC 1                                  | 27 lipca 2007        | Chumash Kasyno                | Santa Ynez, California    |
| 3      | Strikeforce: Shamrock vs Baroni          | 22 czerwca 2007      | HP Pavilion                   | San Jose, Kalifornia      |
| 2      | Dynamite!! USA                           | 2 czerwca 2007       | Los Angeles Memorial Coliseum | Los Angeles, California   |
| 1      | EliteXC: Destiny                         | 10 lutego 2007       | DeSoto Civic Center           | Southaven, Mississippi    |

## ShoXC
11 lipca 2007 roku ogłoszono rozpoczęcie produkcji nowego cyklu ShoXC. Comiesięczne gale miały promować młodych, utalentowanych zawodników rozpoczynających karierę w mieszanych sztukach walki. Pierwsza odbyła się 27 lipca 2007 roku.

## Ostatni mistrzowie
| Kategoria  | Waga               | Mistrz        | Od         | Obrony tytułu |
| ---------- | ------------------ | ------------- | ---------- | ------------- |
| Ciężka     | do 120 kg (265 lb) | Antônio Silva | 26.07.2008 | 0             |
| Półciężka  | do 93 kg (205 lb)  | brak          |            |               |
| Średnia    | do 84 kg (185 lb)  | Robbie Lawler | 15.09.2007 | 2             |
| Półśrednia | do 77 kg (170 lb)  | Jake Shields  | 26.07.2008 | 1             |
| Lekka      | do 70 kg (155 lb)  | K.J. Noons    | 15.11.2013 | 1             |
| Piórkowa   | do 66 kg (145 lb)  | brak          |            |               |
| Kogucia    | do 64 kg (135 lb)  | Wilson Reis   | 26.09.2008 | 0             |